# Zašḫapuna
Zašḫapuna oder Zaḫapuna ist eine hattisch-hethitische Göttin. Sie ist die Stadtgöttin von Kaštama.
Die Göttin Zašḫapuna gilt als Gemahlin des Berggottes Zaliyanu, der trotzdem auch noch eine Beischläferin namens Tazzuwašši hat. Zašḫapuna und ihr Gemahl Zaliyanu gelten als größer als der Wettergott von Nerik. Zašḫapuna übertrifft zudem auch Zaliyanu an Bedeutung. Verehrt wurde sie neben ihrer ursprünglichen Kultstadt Kaštama auch in Tanipiya und nach Einführung des Kultes dort auch in Nerik. In einem Anrufungsritual des Wettergottes von Nerik ist es die Aufgabe von Zašḫapuna ihn wie ein Vogel mit süßer Botschaft aus dem Traum zu erwecken, so wie sie es auch schon bei Zaliyanu tut. Nach der Rückführung des Wettergottes von Nerik aus seinem zweihundertjährigen Exil in Kaštama nach Nerik wurde sein Kultbild gemeinsam mit dem Kultbild der Göttin Zašḫapuna auf ein Podest gestellt. Allerdings blieb die Göttin weiterhin die Gemahlin des Zaliyanu, während der Wettergott von Nerik nach wie vor mit der Göttin Tešimi verbunden war. Zašḫapuna bekam in Nerik allerdings auch einen eigenen Tempel.